# Lenguas marind-arandai
Las lenguas Marind-arandai son una familia lingüística de lenguas papúes. Constan de la familia bien establecida de las lenguas marind habladas por los Marind-anim y el idioma arandai. En las clasificaciones de Stephen Wurm (1975) y Malcolm Ross (2005) se las considera parte de las lenguas trans-neoguineanas aunque Haspelmath las considera una familia aparte.

## Clasificación
Las lenguas marind-arandai se clasifican en dos ramas:
- Rama Marind
  - Subrama boazi-zimakani: Kuni-Boazi, Zimakani.
  - Idioma Marind
  - Subrama yaqay-warkay: Warkay-Bipim, Yaqay.
- Arandai

Las lenguas marind fueron parcialmente identificadas por Sidney Herbert Ray y JHP Murray en 1918; otras lenguas de la familia fueron identificadas por JHMC Boelaars en 1950. S. Wurm (1975) las consideró que existía un parentesco de estas lenguas con las lenguas trans-neoguineanas.